# 12. mechanizovaná divize (Polsko)

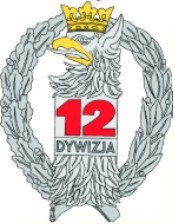
Znak 12. mechanizované divize

12. mechanizovaná Štětínská divize polsky: 12 Dywizja Zmechanizowana im. Księcia Bolesława Krzywoustego

## Složení
- 6. brigáda obrněné kavalérie
- 2. mechanizovaná brigáda
- 12. mechanizovaná brigáda
- 36. mechanizovaná brigáda
- 7. brigáda
- 2. pluk dělostřelctva

## Historie
V roce 1958 se z 12. pěší divize stala 12. mechanizovaná divize. Divize se podílela v roce 1968 na okupaci Československa. V roce 1999 se stala součástí vícenárodního sboru Sever-východ v rámci NATO. Od roku 2003 působila část divize v Iráku.